# COROT-1b
COROT-1b – planeta pozasłoneczna należąca do grupy gorących jowiszy, okrążająca COROT-1 – podobnego do Słońca żółtego karła. Została odkryta przez satelitę COROT, o odkryciu poinformowano 3 maja 2007.
Planeta leży w odległości ok. 1500 lat świetlnych od Ziemi w konstelacji Jednorożca. Obiega swoją gwiazdę z okresem ok. 1,5 doby.